# كيفن ميلر (لاعب هوكي جليد)
كيفن ميلر (بالإنجليزية: Kevin Miller)‏ هو لاعب هوكي جليد أمريكي، ولد في 2 سبتمبر 1965 في لانسنغ في الولايات المتحدة.

## وصلات خارجية
- كيفن ميلر على موقع دوري الهوكي الوطني (الإنجليزية)
- كيفن ميلر على موقع قاعة مشاهير الهوكي (لاعب أن.إتش.أل) (الإنجليزية)
- كيفن ميلر على موقع EliteProspects.com (الإنجليزية)
- كيفن ميلر على موقع HockeyDB.com (الإنجليزية)
- كيفن ميلر على موقع Hockey-Reference.com (الإنجليزية)
- كيفن ميلر على موقع أوليمبيديا (الإنجليزية)